# Winthers förlag
Winthers förlag var ett svenskt bokförlag som bland annat publicerat en mängd seriealbum och kiosklitteratur såsom Nick Carter. Man har sina rötter i Wennerbergs förlag som 1984 slogs ihop med Winthers förlag. 1991 slogs man ihop med Richters förlag.

## Utgivning

### Västernböcker i pocket
- 1984–88 – Clay Allison (nr. 117–150)
- 1984–88 – Joe Montana (nr. 33–58)
- 1984–89 – Bästa Västern (nr. 103–138)
- 1984–91 – Morgan Kane (nr. 29–75)
- 1987–89 – Louis L'Amour (nr 1–22)
- 1989–90 – Ryder (nr 1–9)
- 1984–92 – Bill och Ben (nr. 277–418)
- 1991 – Buckskin (sex nummer)

## Källhänvisningar
1. ↑  Anders N Nilsson & Patrik Myrman (2013-10): "Populärpocketböcker inom västerngenren i Sverige – en kartläggning". Dast.nu. Läst 1 februari 2015.